# Lup 607
Lup 607, también conocido como SSTc2d J160828.1−391310, es un objeto subestelar ubicado en la región de formación estelar Lupus III, es un objeto joven de Clase II (YSOc) con un disco protoplanetario aún en evolución.
Se trata posiblemente de un sistema binario visual con una separación angular estimada de 2,5 segundos de arco entre Lup 607 y un compañero no resuelto, identificado como la fuente Lup 707, aunque sin confirmación astrométrica o dinámica, y es posible que en realidad sean el mismo objeto.

## Cronología de observación
El objeto fue identificado por primera vez por López Martí et al. en 2005 con los nombres Lup 607 y Lup 707 en un estudio del movimiento propio y la fotometría de objetos de muy baja masa pertenecientes al complejo Lupus III, y considerado candidato a enana marrón. Esta es la primera vez que se indexa en un catálogo.
Posteriormente fue observado en el infrarrojo por Melin et al. (2008) utilizando el telescopio Spitzer y clasificado como candidato PMS (Pre-Secuencia Principal), donde se confirmó por primera vez el exceso de infrarrojo y se infirió por tanto la presencia de un disco protoplanetario, aunque esto aún no ha sido confirmado espectroscópicamente. Identificada como IRAC J16082811−3913098, se planteó la posibilidad de una estrella doble visual, lo que sugiere que Lup 607 y Lup 707 pueden ser una única fuente IR no resuelta y se estableció como un posible límite fotométrico para el flujo combinado.
En 2011, Comeron y Hughes et al. confirmaron que Lup 607 pertenece a la asociación Lupus III y publicaron datos precisos sobre su movimiento propio y edad.
Alcalá et al. (2014) utilizaron el instrumento X-SHOOTER del Very Large Telescope para proporcionar los primeros espectros detallados del visible al infrarrojo cercano. Esto confirma el espectro del objeto subestelar M6.5 y proporciona su temperatura efectiva (~2815 K), luminosidad (~0,046 L☉), radio (~0,865 R☉), masa estelar (~0,07–0.1 M☉ o ≈70–100 M♃) y edad (<3 Ma).  Este objeto presenta una emisión H-alfa débil o nula, lo que sugiere una señal de acreción marginal de muy baja tasa con un disco circunestelar de baja masa.
Alrededor de 2017, un nuevo estudio dirigido por Frasca et al. utilizó observaciones espectroscópicas de alta resolución obtenidas con el instrumento FLAMES/GIRAFFE en el VLT para caracterizar con mayor precisión la actividad cromosférica y fotosférica de estrellas jóvenes en Lupus. En particular, se estimó una temperatura efectiva de 3084 ± 46 K, una gravedad superficial log g = 4,48 ± 0,11 y una velocidad de rotación proyectada vsini ≤ 8 km/s para este objeto. La masa se refinó a 0,10 M☉ y la edad dinámica inferida se estimó en 5,8 millones de años, ligeramente mayor que en estudios previos. Se reportó una línea Hα moderadamente intensa, con un perfil simétrico y sin ensanchamiento extremo, lo que no indica evidencia clara de acreción activa durante la observación. El análisis también mostró que Lup 607 no presenta líneas de emisión en Ca II o Na I con perfiles amplios, lo que sugiere que no hay evidencia de vientos fuertes o eyecciones significativas de material.
Ansdell et al. (2016, 2018) en ALMA Lupus Disk Survey presenta observaciones de líneas milimétricas y en continuo, como parte de un estudio exhaustivo de discos de Clase II en Lupus. El objeto presenta un flujo de salida marginal del continuo, con límites de masa de polvo <0,23 M⊕. No se detectan flujos de salida submilimétricos en una medida significativa, y se clasifica como un disco de transición o en dispersión. Lo sitúan como un caso límite de evolución de disco en discos subestelares, y no presenta binariedad.
Rilinger et al. (2021), Pascucci et al. (2021) y Manara et al. (2021) estiman una masa mayor, 105 M♃, en el límite entre enanas marrones y estrellas. El disco es tenue, con granos de polvo que alcanzan los 5 mm de diámetro, lo que muestra una evolución significativa. El tamaño del disco alcanza las 50-60 UA y la pared interna del disco mide aproximadamente 0,02 UA, con una temperatura de 1400 K y un ángulo de inclinación de aproximadamente 60°.
Entre 2022 y 2024, Almendros-Abad et al. obtuvieron datos nuevos y refinados de las propiedades estelares y de disco en regiones como Lupus, Chamaeleon I y UpSco, así como modelos evolutivos, de PPVII y Gaia DR3. En las nuevas mediciones realizadas por la Colaboración Gaia DR3, se obtuvo una paralaje precisa (5,8895 ms), que indica una distancia de ~169,8 ± 6 pc. Se midió el movimiento propio, lo que confirma que Lup 607 no muestra evidencia de duplicación astrométrica y que la designación Lup 607/707 es un error en la indexación de la fuente inicial. Se evaluó la cinemática y se concluyó que pertenece a la nube pero tiene un movimiento propio ligeramente rápido atípico, cercano al límite vinculante para los miembros de la asociación Lupus.
- Datos: Q135803485